# 纵肋饰孔螺
纵肋饰孔螺（学名：Decorifera matusimana）为拟捻螺科饰孔螺属的动物。分布于日本以及中国大陆的山东、浙江等地，属于温带性种类。其常栖息于潮间带-潮下带水深20-50米细砂质底。